# 318 av. J.-C.
Cette page concerne l'année 318 av. J.-C. du calendrier julien proleptique.

## Événements
- 13 février (23 mars du calendrier romain) : début à Rome du consulat de  Lucius Plautius Venno et Marcus Folius Flaccinator. Après le succès des campagnes de Quintus Publilius Philo et Papirius Cursor dans le Samnium et en Apulie, les Samnites signent une trêve de deux ans. Teanum et Canusium en Apulie se rendent au consul Plautius. Création des tribus d'Ufentina et de Falerna[1]. Rome achève la conquête des plaines pontines, ce qui lui permet de mettre fin à la révolte des Campaniens.
- Printemps : 
  - Eumène de Cardia réussit à se dégager du siège de Nora[2]. Il s'allie avec le régent Polyperchon qui le reconnaît comme général de l'armée royale en Asie Mineure. Il rassemble une armée en Cilicie. Ses forces vont rapidement menacer la Syrie et la Phénicie.
  - Restauration de la démocratie à Athènes (318/317 av. J.-C.)[3]. Le gouvernement de Phocion est renversé. En mai, il est condamné à boire la ciguë[4].

- En Chine, Qin disperse la coalition de Wei, Han et Zhao, aidé par les Xiongnu[5] (82 000 hommes décapités).

## Naissances
- v. 318 : Pyrrhus Ier, roi des Molosses.

## Décès
- Phocion, général et orateur athénien.